# Château de Saint-Sulpice (Lot)
Pour l’article homonyme, voir Château de Saint-Sulpice.
Le château de Saint-Sulpice est un château situé à Saint-Sulpice, en France.

## Localisation
Le château est situé sur le territoire de la commune de Saint-Sulpice, dans le département français du Lot.

## Historique
Le château a été le berceau de la famille Hébrard de Saint-Sulpice. Vendu comme bien national en 1790, il a été acheté pour servir de carrière de pierres, puis, pour construire une villa de style balnéaire qui a disparu, le château a été presque entièrement démoli au XIXe siècle. Il n'en reste que des vestiges.
Géraud d'Hébrard est le plus ancien membre connu de cette famille originaire de Cajarc. Le fief de Saint-Sulpice, près de l'abbaye Saint-Pierre de Marcilhac-sur-Célé, a peut-être été acquis par la famille Hébrard de la maison de Béduer.
Un Guillaume Hébrard a pris en 1250 le titre de chevalier, seigneur de Saint-Sulpice. Il était le père d'Aymeric d'Hébrard, évêque de Coïmbre (1279 - †1295), qui a fait bâtir un monastère de religieuses de l'ordre de Saint-Augustin. Pour travailler leurs terres, il fait venir des esclaves sarrasins.
L'ancien château de Saint-Sulpice était une forteresse du XIIIe siècle qui protégeait les possessions des Hébrard dans la vallée du Célé.
Jean III Hébrard de Saint-Sulpice a épousé Claude de Gontaut-Biron en 1551. Ils ont transformé le château médiéval en une belle demeure Renaissance. Quand ils sont dans le Quercy, ils résident à Couanac ou à Saint-Sulpice. Jean III Hébrard est mort dans son château de Saint-Sulpice en 1581 comblé d'honneurs. Ses descendants mâles vont connaître un sort tragique : son fils aîné, Henri, est assassiné à Blois  par le vicomte de Tours, en 1576, Armand, un fils cadet, trouve la mort à 18 ans au siège de la Rochelle, en 1573, Bertrand, son dernier fils, est tué à la bataille de Coutras, en 1587. Sa fille, Catherine Hébrard de Saint-Sulpice s'est mariée en 1587 avec Pons de Lauzières, marquis de Thémines. Bertrand Hébrard de Saint-Sulpice s'est marié en 1579 avec Marguerite de Balaguier, dame de Monsalès, dont il a eu Claude Hébrard de Saint-Sulpice, mariée en 1601 avec Emmanuel Ier de Crussol, duc d'Uzès.
Au début du XVIIe siècle, le château passe par alliance à la famille de Crussol d'Uzès qui a laissé à l'abandon ses châteaux hérités en Quercy.
25 ans avant la Révolution, le propriétaire du château qui avait renoncé à l'habiter a vendu tout ce qu'il contenait, meubles, tableaux et une bibliothèque de plus de 3 000 livres.
En 1780, Antoine Vidal de Lapize a acquis un ensemble de peintures sur bois et sur toile du château de Saint-Sulpice pour l'installer dans son château de la Pannonie.
Le château est saisi à la Révolution comme bien d'émigré. Il est acheté par plusieurs propriétaires qui ont entrepris de le démolir pour en vendre les matériaux, sauf les murs bâtis en moellon. 
Une branche collatérale de la famille Hébrard de Saint-Sulpice, la famille La Noue, a racheté le château au XIXe siècle et a y a fait construire en 1904 une villa de style balnéaire par l'architecte Anatole Bienaimé (1848-1911) qui avait construit une centaine de villas au Touquet-Paris-Plage. Cette villa a été détruite en 1982.
Les vestiges du château médiéval ont été inscrits au titre des monuments historiques le 7 janvier 1988.